# Casimir Beugnet
 (décembre 2024).
Si vous disposez d'ouvrages ou d'articles de référence ou si vous connaissez des sites web de qualité traitant du thème abordé ici, merci de compléter l'article en donnant les références utiles à sa vérifiabilité et en les liant à la section « Notes et références ».
Casimir Beugnet, né le 12 février 1861 à Sars-le-Bois et mort le 1er juillet 1910 à Lens, est un militant de la SFIO et syndicaliste français.

## Biographie
Casimir Jean-Baptiste Beugnet naît le 12 février 1861 à Sars-le-Bois,.
Casimir Beugnet son père est charpentier. Il fait partie d'une famille de huit enfants, dont les quatre garçons deviennent ouvriers mineurs. Il devient mineur à treize ans en 1874, comme ses quatre frères, dans la Compagnie des mines de Béthune.
Il part en service militaire en 1881 à l'âge de 20 ans. Pendant ses quatre ans de son service il part au Sénégal puis à Madagascar comme volontaire. Son service militaire prend fin à la suite d'une maladie qui lui fait rentrer chez ses parents.
Le 11 juin 1892, il épouse Berthe Toulouse.
Casimir Beugnet, à la suite de sa participation à la grève de 1893, est licencié de la Compagnie des mines de Béthune. Il ouvre un café à Wingles, et devient conseiller municipal de cette même ville pendant quatre ans.
Il est en même temps chef de la sécurité durant neuf ans de la fosse n°2 de la compagnies des mines de Béthune situé à Billy-Berclau. Face à l'hostilité de la compagnie des mines de Béthune, il part à Oignies en tant que mineur dans la compagnies des mines d'Ostricourt.
En 1898, Casimir Beugnet devient trésorier du syndicat des mineurs du Pas-de-Calais. En 1900 il devient conseiller municipal à Lens où il ouvre deux cafés, dont sa femme s'occupe.
Élu au syndicat des mineurs du Pas-de-Calais, il se consacre à la défense des accidentés du travail face au tribunaux.

### Vie politique
Il est d'abord membre du Parti ouvrier français (POF), puis de la SFIO.
En 1902, il participe aux négociations pour la retraite à 55 ans après 35 ans d'année de travail.
Il est candidat aux élections sénatoriales de janvier 1909, pour le Pas-de-Calais sous l'étiquette socialiste, il obtient 214 voix.

### Mort
Il meurt le 1er juillet 1910 d’une crise cardiaque ou d'une hémorragie interne en revenant d'une réunion syndicale. Le 5 juillet, ses obsèques sont suivies par plus de 20 000 personnes, notamment des députés du Pas-de-Calais : Émile Basly, Arthur Lamendin et Raoul Briquet. Il laisse sa femme et sa fille « sans aucune espèce de ressources ».

## Hommage et postérité
Dans le Pas-de-Calais de nombreuses villes donnent son nom à des rues notamment à Auchy-Les-Mines, Lens, Vendin-le-Vieil, Oignies, Beuvry, Leforest, Bully-les-Mines, Meurchin, Sallaumines, Grenay, Courrières, Auchel et Fouquières-lès-Lens.
Une statue à son effigie existe toujours dans la cour de la Maison syndicale de Lens à laquelle il avait participé à sa construction à partir de 1907. Casimir Beugnet meurt avant son inauguration.